# Gmina Krašić
Gmina Krašić (chorw. Općina Krašić) – gmina w Chorwacji, w żupanii zagrzebskiej. W 2011 roku liczyła  2640 mieszkańców.